# Shambhavi mudra
Shambhavi mudra (en sánscrito: शाम्भवी मुद्रा, AITS: Śāmbhāvi Mudrā) o gesto de Durga es un mudra de ojos utilizado en las prácticas yóguicas. El objetivo del mudra es fomentar el estado meditativo a través de la detención de los movimientos oculares causados por los pensamientos e ideas de las funciones mentales. Este mudra acompaña la práctica de pranayamas como la respiración Ujjayi y Kapalabhati.
En el Hatha Yoga Pradipika, se considera una práctica para los iniciados. El Shambhavi mudra practicado en forma simultánea junto al Mula bandha y al Kechari mudra conforman el Mahamudra.

## Etimología y origen
La palabra en sánscrito Shambhavi mudra puede traducirse como 'gesto de Durga' o 'el gesto que otorga la paz':
- Shambhavi (en sánscrito: शाम्भवी, AITS: Śāmbhāvi), es el lado femenino de Shambhu o Shiva: Durga, una forma popular de la deidad Parvati.[5] En el Hatha Yoga Pradipika, shambhavi significa 'el poder que otorga la paz' o 'existente para la paz y el bienestar de todos'.[6]
- Mudra (en sánscrito: मुद्रा, AITS: Mudrā), que significa 'sello, gesto' o 'gozoso'.[7]

### Origen
Aparece en el libro del siglo XV Hatha Yoga Pradipika escrito por Svātmārāma en donde se indica:

abhyāse tu vinidrāṇāṁ mano dhṛtvā samādhinā
rudrāṇī vā parā mudrā bhadrāṁ siddhiṁ prayacchati. III.125
125. Quien permanezca atento a la práctica (liberado de la pereza) y concentrado en samādhi, obtendrá grandes beneficios tanto de śāmbhavī como de otros mudrās.
Hatha-yoga-pradípika III.125 por Svātmārāma.

## Descripción
Los versos 35 al 41 del Haṭha Yoga Pradīpikā cuentan sobre el Shambhavi mudra y resaltan la importancia de ser aprendido con un maestro. De acuerdo a Swami Muktibodhananda, desde una postura meditativa, se dirigen los ojos abiertos hacia arriba el entrecejo manteniéndoles firmes y sostenidos por el mayor tiempo posible. Cuando los ojos se cansan, se cierran y se concentran en el punto frente a los ojos cerrados. Luego de mucha práctica, aparecerá un punto de luz en la que se concentrará la atención y se buscará mantenerlo en el centro. En el verso 37 se describe lo siguiente:

antarlakṣya-vilīna-chitta-pavano yogī yadā vartate dṝṣṭyā niśchala-tārayā bahiradhaḥ paśyannapaśyannapi
mudreyaṃ khalu śāmbhavī bhavati sā labdhā prasādādghuroḥ śūnyāśūnya-vilakṣaṇaṃ sphurati tattattvaṃ padaṃ śāmbhavam. IV.37
37. Śāmbhavīmudrā es un estado en que mente y prāṇa se vuelven uno con el objeto interno, mientras la mirada permanece fija, como si todo lo viera, cuando en realidad no ve nada; cuando, gracias al guru, se alcanza ese estado, más allá del vacío y del no-vacío (śūnyaśūnya), en que todo se convierte en manifestación del gran Śambhu, entonces se manifiesta la realidad.
Hatha-yoga-pradípika IV.37 por Svātmārāma.